# Llista de topònims de Cunit
Llista de topònims (noms propis de lloc) del municipi de Cunit, al Baix Penedès
Informació actualitzada per un bot. Els canvis manuals es perdran quan s'actualitzi!

## casa
| imatge | Nom                     | Ubicat a | instància de | Detalls                                  | coordenades                                                                                          | Protecció                   | Commons (més fotos)             | Dades a WD                    |
| ------ | ----------------------- | -------- | ------------ | ---------------------------------------- | --- | --------------------------- | ------------------------------- | ----------------------------- |
|        | Cal Cego                | Cunit    | casa         |                                          | 41° 11′ 48″ N, 1° 36′ 58″ E / 41.1967°N,1.61599°E                                                    | bé cultural d'interès local |                                 | Modifica les dades a Wikidata |
|        | Can Xondes              | Cunit    | casa         |                                          | 41° 13′ 05″ N, 1° 37′ 31″ E / 41.217992°N,1.625145°E                                                 | bé cultural d'interès local |                                 | Modifica les dades a Wikidata |
|        | Casa Marquès            | Cunit    | casa         | Estil: arquitectura popular 18th century | 41° 11′ 53″ N, 1° 38′ 02″ E / 41.198156°N,1.633869°E ca:C. Major, 1 - c. del Papa Joan XXIII 10 msnm | bé cultural d'interès local | Casa Marquès (Cunit)            | Modifica les dades a Wikidata |
|        | hostal de la Diligència | Cunit    | casa         |                                          | 41° 11′ 52″ N, 1° 38′ 03″ E / 41.19787°N,1.634102°E ca:Pl. Sant Cristòfol 9 msnm                     | bé cultural d'interès local | Hostal de la Diligència (Cunit) | Modifica les dades a Wikidata |

## masia
| imatge | Nom                 | Ubicat a | instància de | Detalls                                             | coordenades                                                                                         | Protecció                                  | Commons (més fotos) | Dades a WD                    |
| ------ | ------------------- | -------- | ------------ | --------------------------------------------------- | --------------------------------------------------------------------------------------------------- | ------------------------------------------ | ------------------- | ----------------------------- |
|        | Cal Pla             | Cunit    | masia        | Estil: modernisme català historicisme arquitectònic | 41° 12′ 36″ N, 1° 37′ 47″ E / 41.21°N,1.629722°E ca:Carretera de Clariana                           | bé cultural d'interès local                | Mas del Pla (Cunit) | Modifica les dades a Wikidata |
|        | Cal Santó           | Cunit    | masia        | Estil: arquitectura popular                         | 41° 13′ 11″ N, 1° 38′ 00″ E / 41.219811°N,1.633345°E                                                | bé cultural d'interès local                |                     | Modifica les dades a Wikidata |
|        | Can Nicolau         | Cunit    | masia        |                                                     | 41° 12′ 07″ N, 1° 36′ 59″ E / 41.201916°N,1.616297°E ca:Avinguda Can Nicolau                        | bé cultural d'interès local                |                     | Modifica les dades a Wikidata |
|        | Can Torrents        | Cunit    | masia        |                                                     | 41° 11′ 56″ N, 1° 36′ 48″ E / 41.198787689208984°N,1.613330960273743°E ca:Mar de Xina, 3            |                                            |                     | Modifica les dades a Wikidata |
|        | Mas Peirot          | Cunit    | masia        |                                                     | 41° 12′ 34″ N, 1° 38′ 52″ E / 41.20944444444444°N,1.6477777777777778°E                              | bé cultural d'interès local                |                     | Modifica les dades a Wikidata |
|        | Mas de Sant Antoni  | Cunit    | masia        | Estil: modernisme català 1901                       | 41° 12′ 39″ N, 1° 37′ 56″ E / 41.2109°N,1.63218°E ca:Ctra. de Sant Antoni - camí de l'Arboç 48 msnm | bé cultural d'interès local                | Mas de Sant Antoni  | Modifica les dades a Wikidata |
|        | Masia Trenca-roques | Cunit    | masia        | Estil: arquitectura popular                         | 41° 14′ 14″ N, 1° 38′ 14″ E / 41.23717°N,1.63731°E                                                  | bé integrant del patrimoni cultural català |                     | Modifica les dades a Wikidata |
|        | el Rectoret         | Cunit    | masia        | Estil: arquitectura popular noucentisme             | 41° 12′ 23″ N, 1° 36′ 55″ E / 41.206259°N,1.61528°E ca:Carrer Maria Espinal 3                       | bé cultural d'interès local                |                     | Modifica les dades a Wikidata |
|        | masia Puigdetiula   | Cunit    | masia        | Estil: arquitectura popular                         | 41° 13′ 28″ N, 1° 38′ 29″ E / 41.2245°N,1.64149°E                                                   | bé cultural d'interès local                |                     | Modifica les dades a Wikidata |
|        | masia de Vilaseca   | Cunit    | masia        | Estil: arquitectura popular                         | 41° 13′ 36″ N, 1° 38′ 33″ E / 41.2267°N,1.6426°E                                                    | bé cultural d'interès local                |                     | Modifica les dades a Wikidata |

## muntanya
| imatge | Nom               | Ubicat a | instància de | Detalls | coordenades                                                         | Protecció | Commons (més fotos) | Dades a WD                    |
| ------ | ----------------- | -------- | ------------ | ------- | ------------------------------------------------------------------- | --------- | ------------------- | ----------------------------- |
|        | Turó de Cal Santó | Cunit    | muntanya     |         | 41° 13′ 24″ N, 1° 38′ 06″ E / 41.22322222°N,1.63497472°E 141 msnm   |           |                     | Modifica les dades a Wikidata |
|        | Turó de l'Avenc   | Cunit    | muntanya     |         | 41° 13′ 03″ N, 1° 38′ 12″ E / 41.21763222°N,1.63679444°E 132.5 msnm |           |                     | Modifica les dades a Wikidata |

## nucli de població
| imatge | Nom              | Ubicat a | instància de      | Detalls | coordenades                                                        | Protecció | Commons (més fotos) | Dades a WD                    |
| ------ | ---------------- | -------- | ----------------- | ------- | ------------------------------------------------------------------ | --------- | ------------------- | ----------------------------- |
|        | Can Torrents     | Cunit    | nucli de població |         | 41° 11′ 54″ N, 1° 37′ 17″ E / 41.198413967174°N,1.6214398124339°E  |           |                     | Modifica les dades a Wikidata |
|        | Costa Cunit      | Cunit    | nucli de població |         | 41° 13′ 56″ N, 1° 38′ 39″ E / 41.2322618778422°N,1.6442245475618°E |           |                     | Modifica les dades a Wikidata |
|        | Jardins de Cunit | Cunit    | nucli de població |         | 41° 13′ 19″ N, 1° 37′ 28″ E / 41.221870308983°N,1.6245262245364°E  |           |                     | Modifica les dades a Wikidata |

## Misc
| imatge | Nom                        | Ubicat a                    | instància de                                    | Detalls                                                          | coordenades                                                                     | Protecció                                            | Commons (més fotos)     | Dades a WD                    |
| ------ | -------------------------- | --------------------------- | ----------------------------------------------- | ---------------------------------------------------------------- | ------------------------------------------------------------------------------- | ---------------------------------------------------- | ----------------------- | ----------------------------- |
|        | Cunit                      | Cunit                       | entitat singular de població capital municipal  | 15750 hab                                                        | 41° 11′ 54″ N, 1° 38′ 11″ E / 41.19829°N,1.63645°E 9 msnm                       |                                                      |                         | Modifica les dades a Wikidata |
|        | Estació de Cunit           | Cunit                       | estació de ferrocarril                          |                                                                  | 41° 11′ 42″ N, 1° 37′ 55″ E / 41.195055555556°N,1.6318833333333°E               |                                                      | Train stations in Cunit | Modifica les dades a Wikidata |
|        | Fondo d'en Roig            | Cunit                       | jaciment arqueològic                            |                                                                  | 41° 12′ 43″ N, 1° 37′ 14″ E / 41.212025°N,1.62068056°E 84 msnm                  | bé cultural d'interès nacional                       | Fondo d'en Roig         | Modifica les dades a Wikidata |
|        | Sant Cristòfol de Cunit    | Cunit                       | església                                        | Estil: arquitectura romànica                                     | 41° 11′ 52″ N, 1° 38′ 03″ E / 41.1978°N,1.63417°E                               | bé cultural d'interès local                          | Sant Cristòfol de Cunit | Modifica les dades a Wikidata |
|        | casa consistorial de Cunit | Cunit                       | casa consistorial                               |                                                                  | 41° 11′ 53″ N, 1° 38′ 05″ E / 41.1980665°N,1.6347332°E                          |                                                      |                         | Modifica les dades a Wikidata |
|        | castell de Cunit           | Cunit                       | castell                                         | Estil: arquitectura popular                                      | 41° 11′ 50″ N, 1° 37′ 58″ E / 41.1972°N,1.63278°E ca:Avinguda de la Font 8 msnm | bé d'interès cultural bé cultural d'interès nacional | Castell de Cunit        | Modifica les dades a Wikidata |
|        | l'Avenc                    | Cunit                       | avenc                                           |                                                                  | 41° 12′ 58″ N, 1° 38′ 07″ E / 41.2161491822404°N,1.63522888620514°E             |                                                      |                         | Modifica les dades a Wikidata |
|        | mar Mediterrània           |                             | mar interior mar mediterrani conca hidrogràfica | Superfície: 2500000km² Profunditat: 5267 1541m Volum: 3839000km³ | 38° N, 17° E / 38°N,17°E 0 msnm                                                 |                                                      | Mediterranean Sea       | Modifica les dades a Wikidata |
|        | platges de Cunit           | Cunit                       | platja platja urbana                            | Llarg: 2450m                                                     | 41° 11′ 34″ N, 1° 37′ 54″ E / 41.19286968408485°N,1.631741650275457°E           |                                                      | Platja de Cunit         | Modifica les dades a Wikidata |
|        | riera de Cunit             | Castellet i la Gornal Cunit | curs d'aigua                                    | Desemboca: mar Mediterrània                                      | 41° 11′ 57″ N, 1° 38′ 05″ E / 41.19916667°N,1.63472222°E                        |                                                      |                         | Modifica les dades a Wikidata |